# Олфордсвил (Индијана)
Олфордсвил (енгл. Alfordsville) град је у америчкој савезној држави Индијана.

## Демографија
По попису из 2010. године број становника је 101, што је 11 (-9,8%) становника мање него 2000. године.
| Група             | 2000.        | 2010.       |
| Белци             | 112 (100,0%) | 100 (99,0%) |
| Афроамериканци    | 0 (0,0%)     | 0 (0,0%)    |
| Азијати           | 0 (0,0%)     | 0 (0,0%)    |
| Хиспаноамериканци | 0 (0,0%)     | 0 (0,0%)    |
| Укупно            | 112          | 101         |